# Бруно Бернер
Бруно Бернер (нім. Bruno Berner, нар. 21 листопада 1977, Цюрих) — швейцарський футболіст, захисник.
Насамперед відомий виступами за клуби «Ґрассгоппер», «Фрайбург» та «Базель», а також за національну збірну Швейцарії.

## Клубна кар'єра
У дорослому футболі дебютував 1997 року виступами за команду клубу «Ґрассгоппер», в якій провів п'ять сезонів, взявши участь у 66 матчах чемпіонату. 
Упродовж 2000 року захищав кольори команди іспанського клубу «Реал Ов'єдо».
Своєю грою за останню команду привернув увагу представників тренерського штабу німецького «Фрайбурга», до складу якого приєднався у 2002 році. Відіграв за фрайбурзький клуб наступні три сезони своєї ігрової кар'єри. Більшість часу, проведеного у складі «Фрайбурга», був гравцем захисту в основному складі команди.
У 2005 році уклав контракт з клубом «Базель», у складі якого провів наступні два роки своєї кар'єри гравця. 
Протягом 2007—2008 років захищав кольори команди англійського «Блекберн Роверз».
До складу «Лестер Сіті» приєднався у 2008 році, відіграв за команду з Лестера 84 матчі в національному чемпіонаті, після чого, у 2012, вирішив завершити кар'єру футболіста.

## Виступи за збірну
У 2001 році дебютував в офіційних матчах у складі національної збірної Швейцарії. Провів у формі головної команди країни 16 матчів, останні з яких — у 2004.
У складі збірної був учасником чемпіонату Європи 2004 року у Португалії.